# 格罗萨
格罗萨（法語：Grossa，法語發音：[ɡʁosa]）是法国南科西嘉省的一个市镇，属于萨尔泰讷区。

## 地理
格罗萨（41°36'35"N, 8°52'38"E）面积18.36 平方千米，位于法国南科西嘉省，该省份位于科西嘉南部，后者为地中海西部的一座岛屿，也是法国的一个单一领土集体，位于法国大陆部分的东南面，意大利半島的西面，最临近的地块是撒丁岛。
与格罗萨接壤的市镇（或旧市镇、城区）包括：比利亚、普罗普里亚诺、薩爾泰訥。

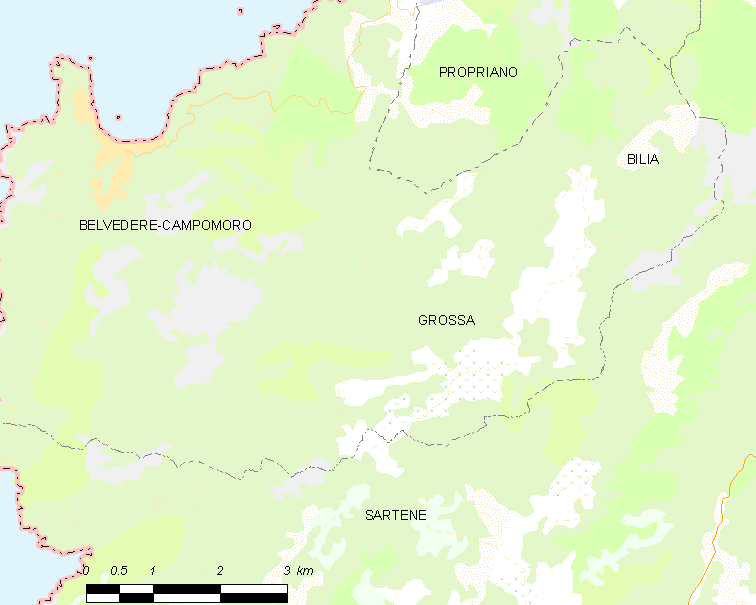
格罗萨的OSM定位图

格罗萨的时区为UTC+01:00、UTC+02:00（夏令时）。

## 行政
格罗萨的邮政编码为20100，INSEE市镇编码为2A129。

## 政治
格罗萨所属的省级选区为萨尔特奈-瓦林科县。

## 人口

1962-2008年间格罗萨人口变化图示

格罗萨于2022年1月1日时的人口数量为73人。